# CS Rapid Bucarest (balonmano)
El Clubul Sportiv Rapid București es un club de balonmano femenino de Bucarest fundado en 1934, y que participa en la Liga Națională.

## Palmarés
- Liga Națională (6): 1961, 1962, 1963, 1967, 2003, 2022
- Copa de Rumania (1): 2004
- Liga de Campeones de la EHF femenina (1): 1964
- Liga Europea de la EHF femenina (1): 1993
- Copa Europea de la EHF femenina (1): 2000

## Plantilla 2022-23
|  | Porteras - 12 Diana Ciucă - 16 Denisa Şandru - 23 Ivana Kapitanović Extremos izquierdos - 18 Jennifer Gutiérrez - 20 Dorina Korsós Extremos derechos - 17 Marta López - 77 Alexandra Badea Pívots - 27 Lorena Ostase - 44 Ainhoa Hernández | Laterales izquierdos - 11 Gabriela Perianu - 22 Orlane Kanor - 99 Sorina Grozav Centrales - 7 Eliza Buceschi - 34 Alicia Fernández Laterales derechos - 21 Irene Espínola - Alexandra Lacrabère |